# Federación Canaria de Natación
La Federación Canaria de Natación (FEDECANAT o FCN) es la principal entidad reguladora en las Islas Canarias de toda modalidad deportiva acuática. Fundada en 1935 con el objetivo de organizar y fomentar la práctica de la natación, el waterpolo, saltos, natación sincronizada y otras disciplinas acuáticas en Canarias. Es un ente privado sin ánimo de lucro y de causa social, subvencionado por entidades públicas locales y nacionales.

## Historia
La Federación Canaria de Natación se creó en 1935 para permitir que los nadadores de Canarias pudieran competir en los Campeonatos de España, ya que solo podían participar equipos federados. En su inicio, estuvo conformada por cinco clubes: Metropole, Náutico, Athletic, Strangers de Gran Canaria y Club Natación Balneario de Tenerife. Su primer presidente fue Silvio Montero. Durante las décadas de 1940 y 1950, la natación canaria vivió un período de dominio en España, con sus nadadores estableciendo numerosos récords nacionales. En 1959, de las 12 pruebas individuales en el programa nacional, 9 estaban dominadas por nadadores canarios.
Entre los nadadores más destacados de la historia de la FCN se encuentra Manuel Guerra, quien brilló en modalidades como braza y mariposa, estableciendo récords nacionales en los años 40 y 50. Además, figuras como Francisco Calamita y Jesús Domínguez representaron a España en los Juegos Olímpicos de 1948 en Londres. A lo largo de su historia, más de 30 deportistas canarios han participado en Juegos Olímpicos en disciplinas como natación, saltos y natación artística. Además, los nadadores del archipiélago han logrado más de 250 títulos nacionales y han batido más de 300 récords en España.

#### El waterpolo en la FCN
El waterpolo en la Federación Canaria de Natación tiene sus raíces en la década de 1920, cuando se disputaron los primeros encuentros en la Playa de Las Canteras, Gran Canaria. En julio de 1928, miembros del Club Natación Las Canteras jugaron un partido contra una colonia británica, logrando una victoria de 6-0 y otra en la revancha por 8-1. En 1929, se incluyó el waterpolo en un festival náutico en la misma playa, consolidando la disciplina dentro del deporte canario.
En la actualidad, el Club Natación Las Palmas y el Waterpolo Tenerife Echeyde son los equipos más punteros de las islas en dicho deporte, compitiendo el primero en Primera División Masculina y el segundo en División de Honor Masculina.

## Actualidad

#### Organización
La Federación está organizada en diferentes categorías que regulan los deportes acuáticos canarios. Su cúpula está compuesta por Presidente, Vicepresidente y Secretario. Actualmente en el cargo se encuentran:
| Presidente/a       | Vicepresidente/a         | Secretario/a        |
| ------------------ | ------------------------ | ------------------- |
| Elena Méndez Pérez | Juan Pedro Borrego Pérez | Mario Ghosn Santana |

## Áreas deportivas

#### Natación
Actualmente la FCN organiza diversos torneos, “opens”, copas y competiciones de natación a lo largo de las temporadas en diferentes islas. Además de ello, se organizan torneos nacionales entre equipos, y torneos entre comunidades autónomas, en los cuales los deportistas representan a la región, y no tanto al equipo.

#### Natación Artística[11]
Al igual que en natación, la FCN organiza numerosos torneos, campeonatos y “juegos” a lo largo de la temporada. Con la diferencia temporal, pues la preparación para dichas competiciones es generalmente más tediosa y compleja que para natación. Cuenta con categorías Alevín, Infantil, Junior, Absoluto y Máster.

#### Waterpolo[13]
El waterpolo al ser un deporte de competición y no tanto de marcas de tiempo o habilidades físicas, funciona dentro de la Federación de una manera distinta. Los equipos se encuadran en ligas regionales (no existen oficialmente de la propia isla, pues en el archipiélago hay pocos equipos) de niveles desde Alevín hasta Absoluto,los cuales compiten hasta el final de temporada. El equipo ganador de su categoría optará (como en el resto de modalidades) a campeonato de España.

#### Saltos[15]
Al ser el salto acuático un deporte no tan practicado como las anteriores modalidades, el único equipo federado que realiza esta modalidad es el Club Natación Metropole. Se caracteriza por la escasez de encuentros con otros equipos, pero en contraparte los deportistas de esta categoría suelen tener más salida hacia competiciones nacionales.

#### Otras modalidades
Aunque la FEDECANAT organiza competiciones de Natación en Aguas abiertas y master, estas suelen ser más bien dirigidas hacia el escenario nacional, y no tanto regional.